# Porpoloma elytroides
Porpoloma elytroides är en svampart som först beskrevs av Giovanni Antonio Scopoli, och fick sitt nu gällande namn av Rolf Singer 1973. Porpoloma elytroides ingår i släktet Porpoloma och familjen Tricholomataceae.   Inga underarter finns listade i Catalogue of Life.